# Post-Hartree-Fock
Post-Hartree-Fock is een benaming die verwijst naar een serie methoden die binnen de theoretische chemie worden toegepast om grotere nauwkeurigheid te bereiken bij berekeningen die met de Hartree-Fock-methode zijn uitgevoerd. Deze methoden worden dan losgelaten op de uitkomst van de Hartree-Fock berekeningen. 
Deze methodes proberen te corrigeren voor de vereenvoudigingen die bij de Hartree-Fock zijn doorgevoerd, om tot een exactere golffunctie en energie te komen. Zelfs bij een ideale Slaterdeterminant bij de Hartree-Fock berekeningen wordt geen exacte uitkomst verkregen. Dit komt doordat de elektronencorrelatie niet wordt meegenomen. Hier corrigeren de meeste post-Hartree-Fock methoden voor met enige mate. 
Bij de Hartree-Fock-methode zijn enkele aannames gedaan, zoals scheiding van de kern- en elektroncoördinaten (Born-Oppenheimerbenadering), relativistische effecten worden genegeerd, de basisset bestaat gewoonlijk uit een eindig aantal orthogonale functies en de energie-eigenfuncties worden aangenomen een product te zijn van één-elektronfuncties. 
Enkele voorbeelden van post-Hartree-Fock methoden zijn:
- Møller-Plesset perturbatietheorie (verschillende niveaus)
- Configuratie-interactie
- Kwadratische configuratie-interactie
- Coupled Cluster